# Bembecia auricaudata
Bembecia auricaudata is een vlinder uit de familie wespvlinders (Sesiidae), onderfamilie Sesiinae.
Bembecia auricaudata is voor het eerst wetenschappelijk beschreven door Bartel in 1912. De soort komt voor in het Palearctisch gebied.